# Cui Zi'en
Cui Zi'en (en xinès tradicional i simplificat: 崔子恩; en pinyin: Cuīzi'ēn; Harbin, Heilongjiang, 1958) és director de cinema, assagista i novel·lista xinès. Es va donar a conèixer a la dècada dels noranta pel seu activisme públic en l'escena queer xinesa. Se'l considera un cineasta d'avantguarda i underground a la Xina, on ha realitzat films de temàtica homosexual. En destaquen els documentals Queer China, Comrade China (2008) i Zhi Tongzhi (2009), que tracta sobre els canvis en la cultura LGBT xinesa dels últims trenta anys. Autor de llibres de crítica i teoria, ha publicat també nou novel·les a la Xina i Hong Kong, una de les quals, Uncle's Past (2001), va guanyar el premi Radio Literature Awarda Alemanya. Actualment és professor a l'Institut de Recerca del Cinema de Pequín.